# Michelbach an der Bilz
Michelbach an der Bilz är en kommun och ort i Landkreis Schwäbisch Hall i regionen Heilbronn-Franken i Regierungsbezirk Stuttgart i förbundslandet Baden-Württemberg i Tyskland.
Kommunen ingår i kommunalförbundet Schwäbisch Hall tillsammans med staden Schwäbisch Hall kommunerna Michelfeld och Rosengarten.